# Rachel Schapira

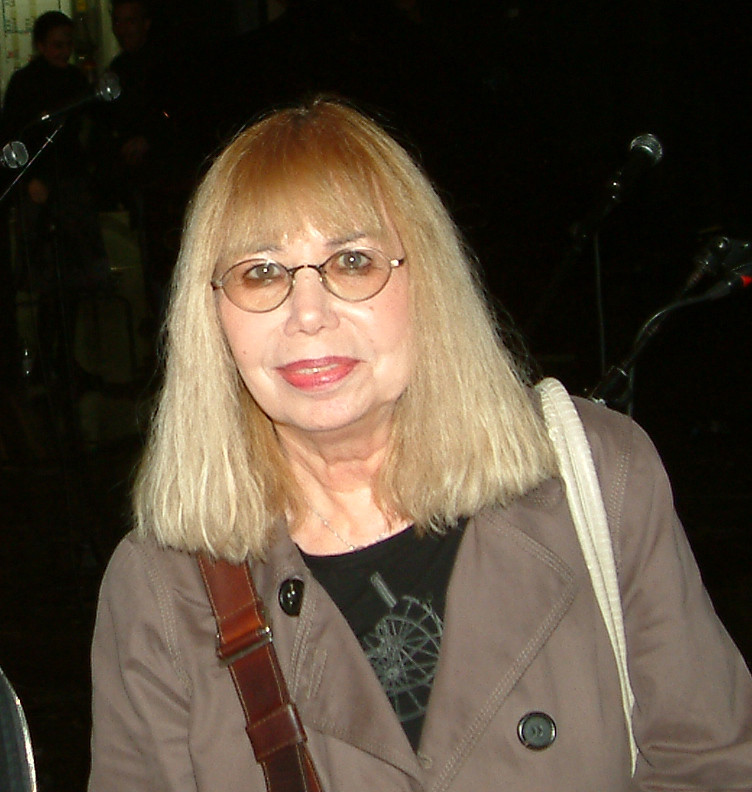
Rachel Schapira

Rachel Schapira (hebräisch רחל שפירא; geb. 1945 in Schefajim) ist eine israelische Dichterin, Songwriterin und Texterin.

## Kindheit und Jugend
Rachel Shapira wurde im Kibbutz Schefajim an der Mittelmeerküste bei Herzlia geboren, wo sie auch aufwuchs. Sie hat vier Geschwister: Mirijam, Juda, Ethan und Uri. Sie war als Pädagogin im Kibbuz tätig, als Lehrerin für Sonderpädagogik und danach für Ivrith an einer israelischen Sprachschule. In ihren letzten Berufsjahren war sie im Gästehaus des Kibbuz tätig.

## Karriere

### Ma Awarech
1967 wurde sie der Öffentlichkeit zum ersten Mal bekannt, als sie von Jair Rosenblum, dem musikalischen Direktor des Chors der Israelischen Verteidigungsstreitkräfte (IDF), engagiert wurde.  Rosenblum fand während seines Urlaubs am Badestrand von Schefajim im örtlichen Gedenkbuch für gefallene Soldaten Schapiras Gedicht Ma awarech (he.: מה אברך; dt.: Womit soll ich [ihn] noch segnen?). Schapira schrieb das Gedicht in Erinnerung an ihren Mitschüler Eldad (Dadi) Kruk (he.:אֶלְדָּד (דדי) קרוק; geb. 27. September 1945 in Schefajim), der im Sechstagekrieg an der Front im Kampf um die Ortschaft Schu'afat gefallen war. Rosenblum komponierte zu Schapiras Text den passenden Song, der von der Militärband der Marine gespielt und von der Solistin Rivka Zohar gesungen wurde. Das Lied gilt als eines der bekanntesten israelischen Lieder zum Gedenken an gefallene israelische Soldaten.

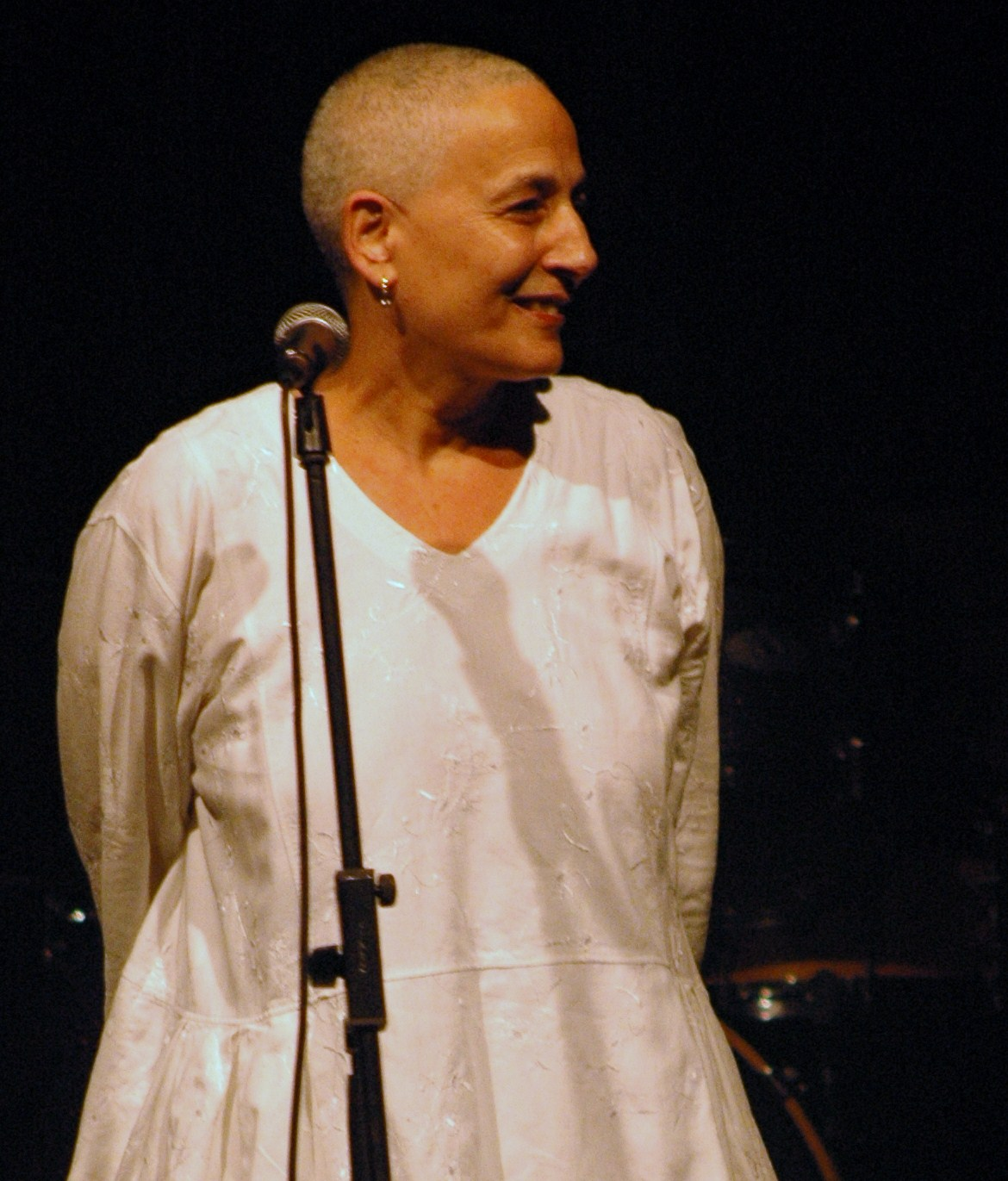
Rivka Zohar ist die Interpretin von Schapiras Lied Ma awarech.

### Kemo Zämach Bar
Nach dem Gedicht/Song Ma awarech begann Schapira noch mehr Gedichte zu veröffentlichen. Bekannte Komponisten schufen Melodien zu ihren Texten, die von bekannten israelischen Sängern gesungen/vorgetragen wurden. Zu den bekanntesten Liedern zählt Kemo Zämach Bar (he.:כְּמוֹ צֶמַח בַּר; dt.: Wie eine Wildblume), gesungen von Chava Alberstein im Soundtrack des TV-Films Dodi we-Re'ai (he.:דּוֹדִי ורֵעַי; dt.: Mein Onkel und mein Freund), basierend auf dem gleichnamigen Buch Dodi we-Re'ai, geschrieben von der Schriftstellerin Naomi Frenkel (1918–2009). Die 1961 geborene Sängerin Si Heimann, Tochter des im Jahre 1934 geborenen Komponisten Nachum Heimann (he.:נחום „נחצ'ה“ היימן), interpretierte Kemo Zämach Bar Jahre später erneut.

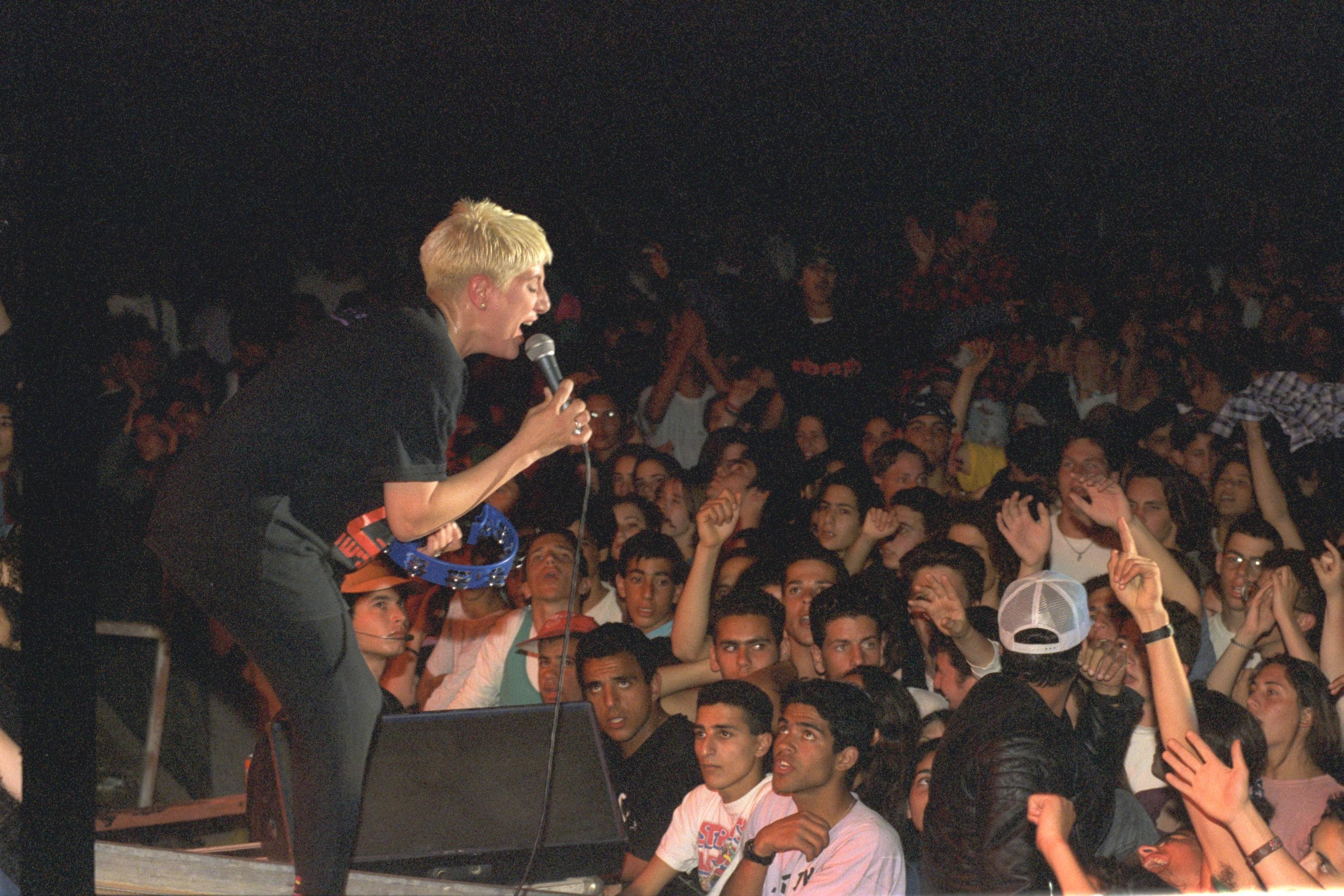
Si Heimann interpretierte Kemo Zämach Bar

### Album:Hitbaharut
1978 publizierte Chava Alberstein ein Album mit Liedern von Rachel Schapira namens Hitbaharut (he.:הִתְבַּהֲרוּת). In Albersteins Album waren folgende Lieder Schapiras zu finden:
- Pärach Meschugga (he.:פֶּרַח מְשֻׁגָּע}; dt.: Verrückte Blumen)
- Cinderella mekomit (he.:סִינְדֶּרֶלָה מְקוֹמִית; dt.: Cinderella in unserm Ort)
- Schir Tischrei (he.:שיר תִּשְׁרֵי; dt.: Lied des jüd. Monats Tischri).

## Rezeption der Texte
Schapiras Texte wurden von zahlreichen israelischen Künstlern und Solisten gesungen. Auch verschiedene Ensembles interpretierten ihre Lieder.

### Ilanit
Ilanit interpretierte folgende Lieder von Rachel Schapira:
- Schir schel Jom cholin (he.:שיר של יוֹם חֹלִין; dt.: Lied für die Krankheitstage)
- Chelek ba-Olam (he.:חֵלֶק בעולם; dt.: Teil in der Welt)
- Mej HaNechalim (Schir al Nechalim) (he.:(שיר על נְחָלִים)  מי הנְחָלִים; dt.: Das Wasser der Flüsse (Lied über Flüsse) (symbolisch))
- Nächama (he.:נֶחָמָה; dt.: Beistand).

### Ras
Ruhama Raz (he.:רוחמה רז, geb. 1955) interpretierte Rachel Schapiras Song Chalomot (חלומות; dt.: Träume).

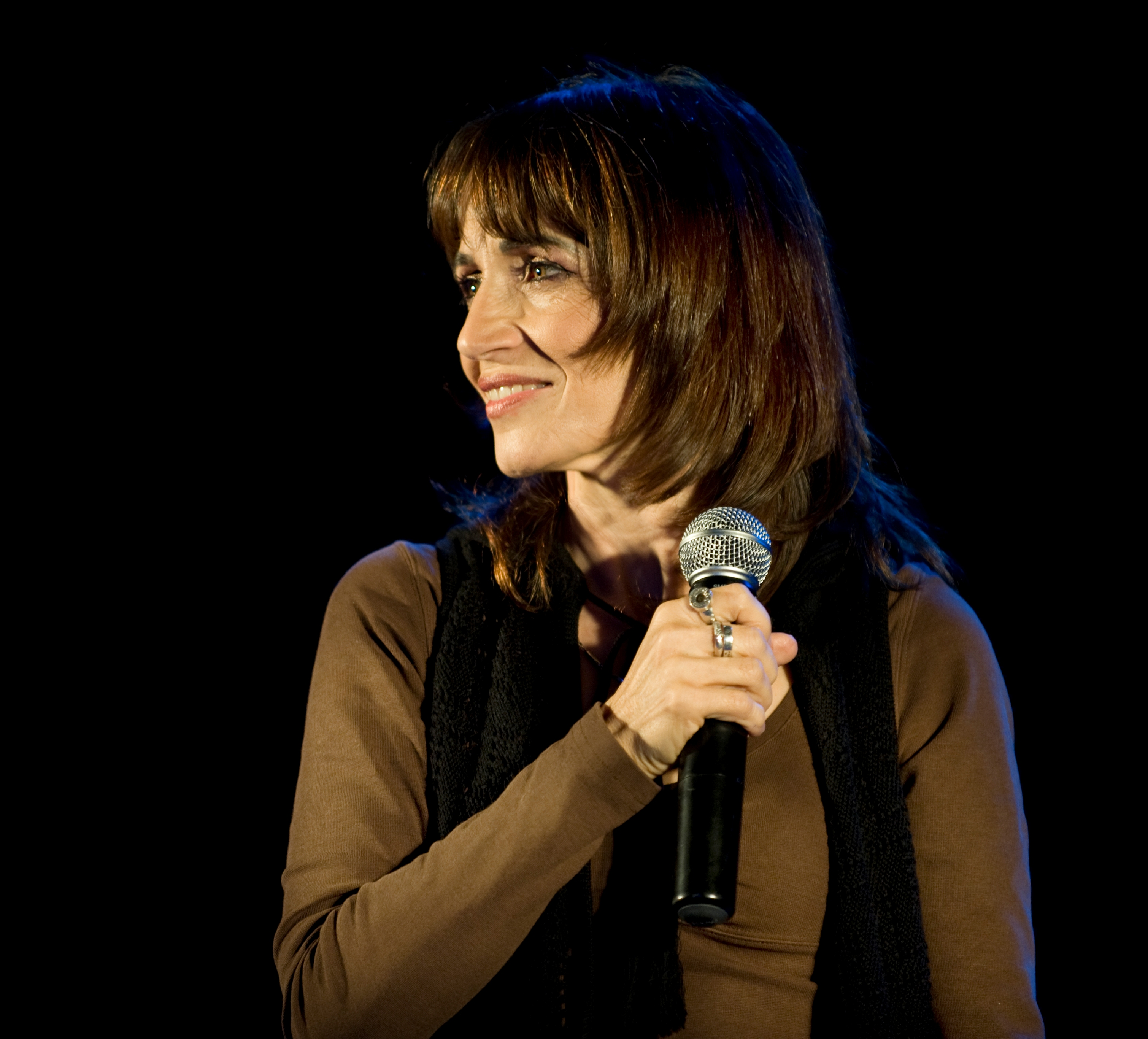
Ruhama Raz ist Interpretin von Schapiras Song Chalomot.

### Golan
Eyal Golan interpretierte zahlreiche Songs von Rachel Schapira, darunter der Song Chalomot (חלומות; dt.: Träume).

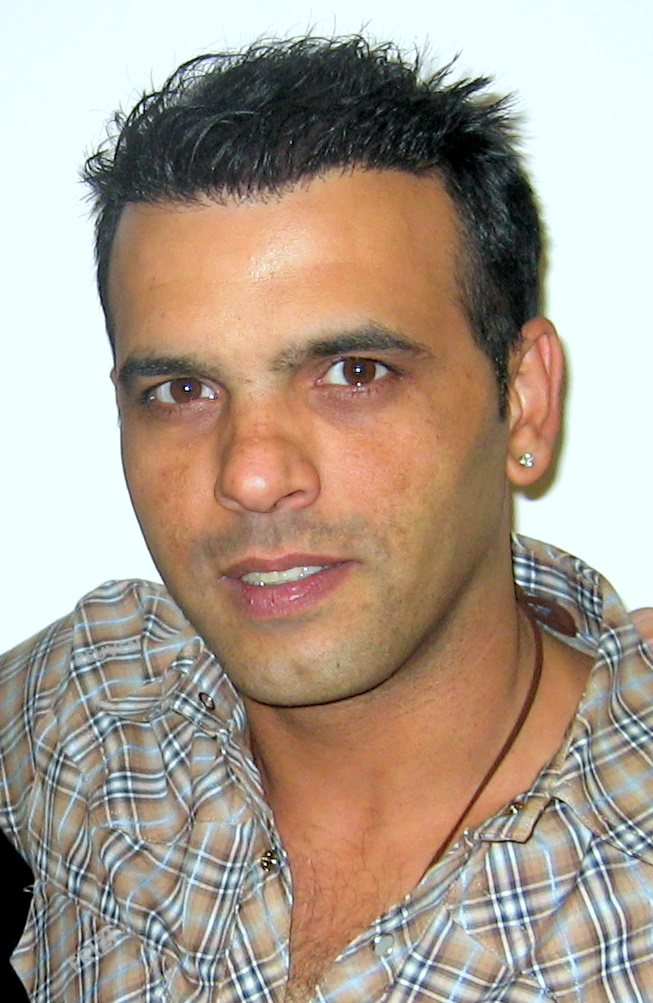
Golan

### Atari
Gali Atari interpretierte folgende Lieder von Rachel Schapira:
- Rak Etmol (he.:רק אֶתְמוֹל; dt.: Nur gestern)
- Nepal (he.:נפאל; dt.: Nepal)
- Od we-Jom (he.:עוד יום ; dt.: Ein anderer Tag)
- Esmeralda (he.:אסמרלדה; dt.: Esmeralda).
1989 gab Gali Atari ein Album heraus mit folgenden Liedern von Rachel Schapira:
- Be-Reschit (he.:בְּרֵאשִׁית; dt.: Genesis)
- Emza schum makom (he.:אמצע שום מקום; dt.: Mitten im Nirgendwo)
- Of musar (he.:עוף מוּזָר; dt.: Ein seltsamer Vogel)
- Pärach Meschugga (he.:פרח משוגע; dt.: Eine verrückte Blume).

### Arasi
Jardena Arasi interpretierte folgende Lieder von Rachel Schapira:
- Drischat Schalom (he.:דְּרִישַׁת שָׁלוֹם; dt.: Grüße)
- Te'urat chazer (he.:תְּאוּרת חָצֵר; dt.: Hofbeleuchtung)
- Chefetz chaim (he.:חֵפֶץ חיים; dt.: Lebenswunsch)
- Bati elaich (he.:באתי אליך; dt.: Ich bin zu Dir gekommen)
- Schir ha-Erew mezalzel (he.:שיר העֶרֶב מְצַלְצֵל; dt.: „Klingendes“ Abendlied).

### Atzmon
Anat Atzmon interpretierte folgende Lieder von Rachel Schapira:
- Lenagen al ha-Gwul (he.:לְנַגֵּן על הגְּבוּל; dt.: An der Grenze musizieren)
- Sch'mor al kescher (he.:שְׁמֹר עַל קֶשֶׁר; dt.: Den Kontakt halten).

### Gal
Riki Gal interpretierte folgendes Lied von Rachel Schapira: Hi Schketa (he.:היי שְׁקֵטָה; dt.: Ruhe).

### Zan'ani

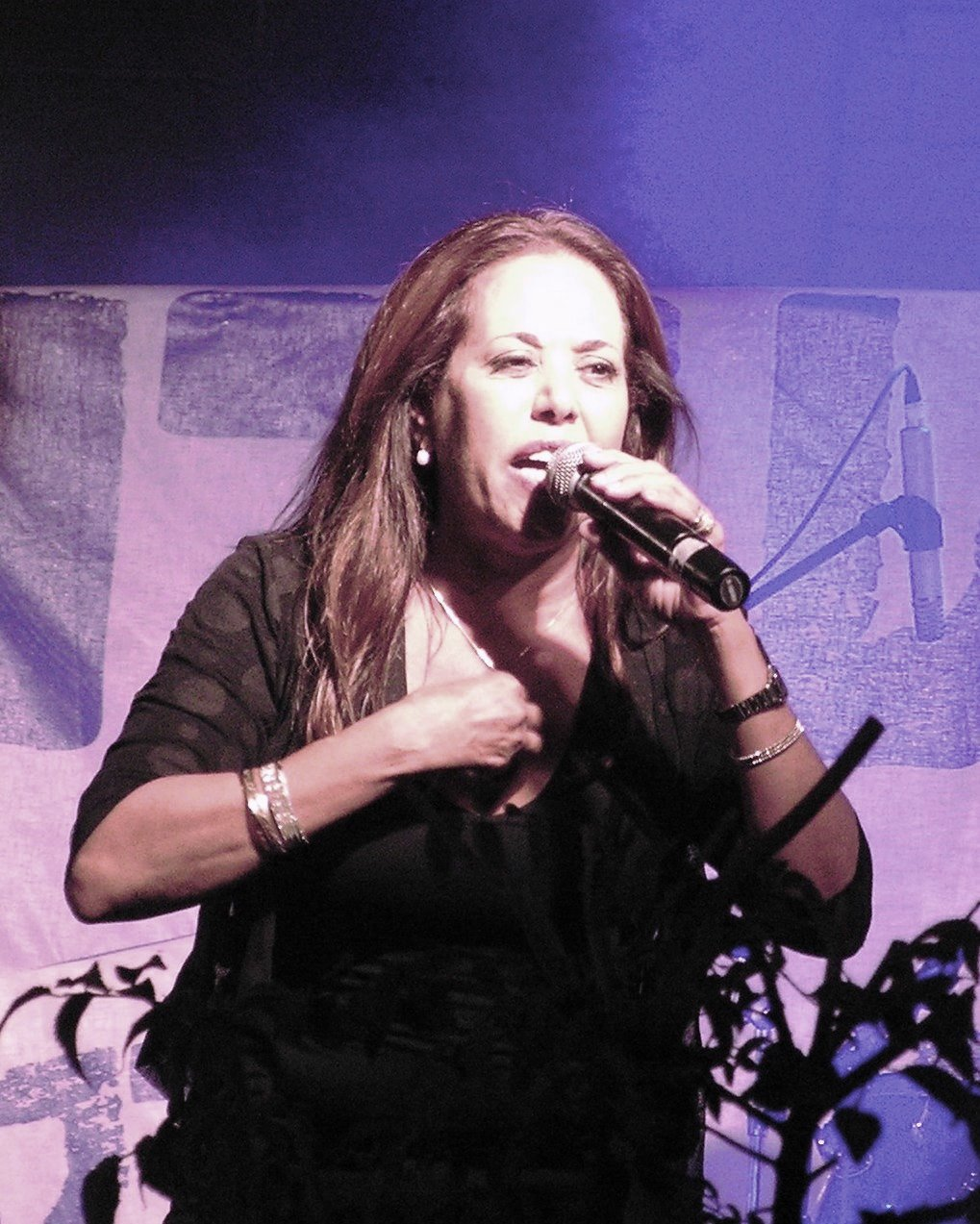
Margolit Zan'ani ist Interpretin von Schapiras Liedern.

Margalit Zan'ani (he.:מַרְגָּלִית צַנְעָנִי) interpretierte folgende Lieder von Rachel Schapira:
- Od Jihä li (he.:עוֹד יִּהְיֶה לי; dt.: Gehört mir)
- Chomot Chemar (he.:חוֹמוֹת חֵימָר; dt.: Lehmwände)
- Menta (he.:מֶנְטָה; dt.:Minze)
- Kaffee Alhambra (he.:קפה אלהמברה).

### Dani Litani
Schapira schrieb auch für Dani Litani verschiedene Texte.

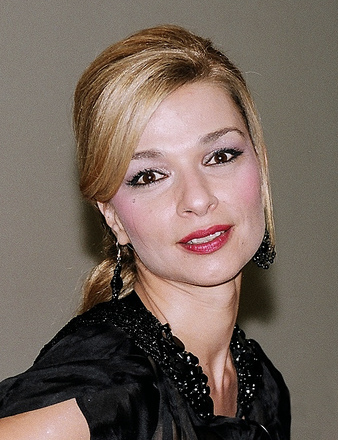
Orna Datz ist Interpretin von Schapiras Liedern.

### Hakol Over Habibi
Hakol Over Habibi (he.:הכל עובר חביבי) interpretierten verschiedene Lieder von Rachel Schapira, darunter:
- Laila ba-Kerech (he.:לַיְלָה בכֶּרֶךְ ; dt.: Nacht im Volumen)
- Telawi oti (he.:תְּלַוִּוי אוֹתִּי ; dt.: Du wirst mich begleiten)
- Schä-Nischar jedidim (he.:שנִשְׁאַר יְדִידִים ; dt.: Freunde verbleiben)
- Mi-kahn we-ad machar (he.:מִכָּאן ועַד מָחָר; dt.: Von hier bis morgen)

### Orna & Mosche Datz
Orna & Mosche Datz (he.:חלב ודבש) interpretierten verschiedene Lieder von Rachel Schapira, darunter:
- Be-Darkei ha-ahawa (he.:בדַּרְכֵּי האהבה; dt.: Auf den Wegen der Liebe)
- Schir Lemaanech (he.:שיר לְמָעַנְךְ ; dt.: Lied für Dich)

### Milk & Honey
Milk & Honey (he.:חלב ודבש) interpretierte verschiedene Lieder von Rachel Schapira, darunter:
- Kessem ha-Laila (he.:קֶסֶם הַלַּיְלָה; dt.:Die Magie der Nacht)

### The Brothers & the Sisters
The Brothers & the Sisters (he.:האחים והאחיות, Ha'Achim weha'Achajot) interpretierte verschiedene Lieder von Rachel Schapira, darunter:
- Bo be-Schalom (he.:בוא בשלום; dt.: Komme in Frieden)

## Diskografie
- Be-reschit (he.:בראשית; dt. Am Anfang/Genesis), 1989. Zusammen mit Gali Atari. Das Album wurde in Israel 15.000 Mal verkauft.
- Kmo Zemach Bar (he.:כמו צמח בר; dt.: Wie eine Wildblume; (Kmo Tzemach Bar)), 1996
- Schir Lemaanech (he.:שיר למענך; dt.: Lied für Dich (Shir Lemaanech)), 1996[5]
- Phonokol (he.:פונוקול)